# Georgia Lee Lusk

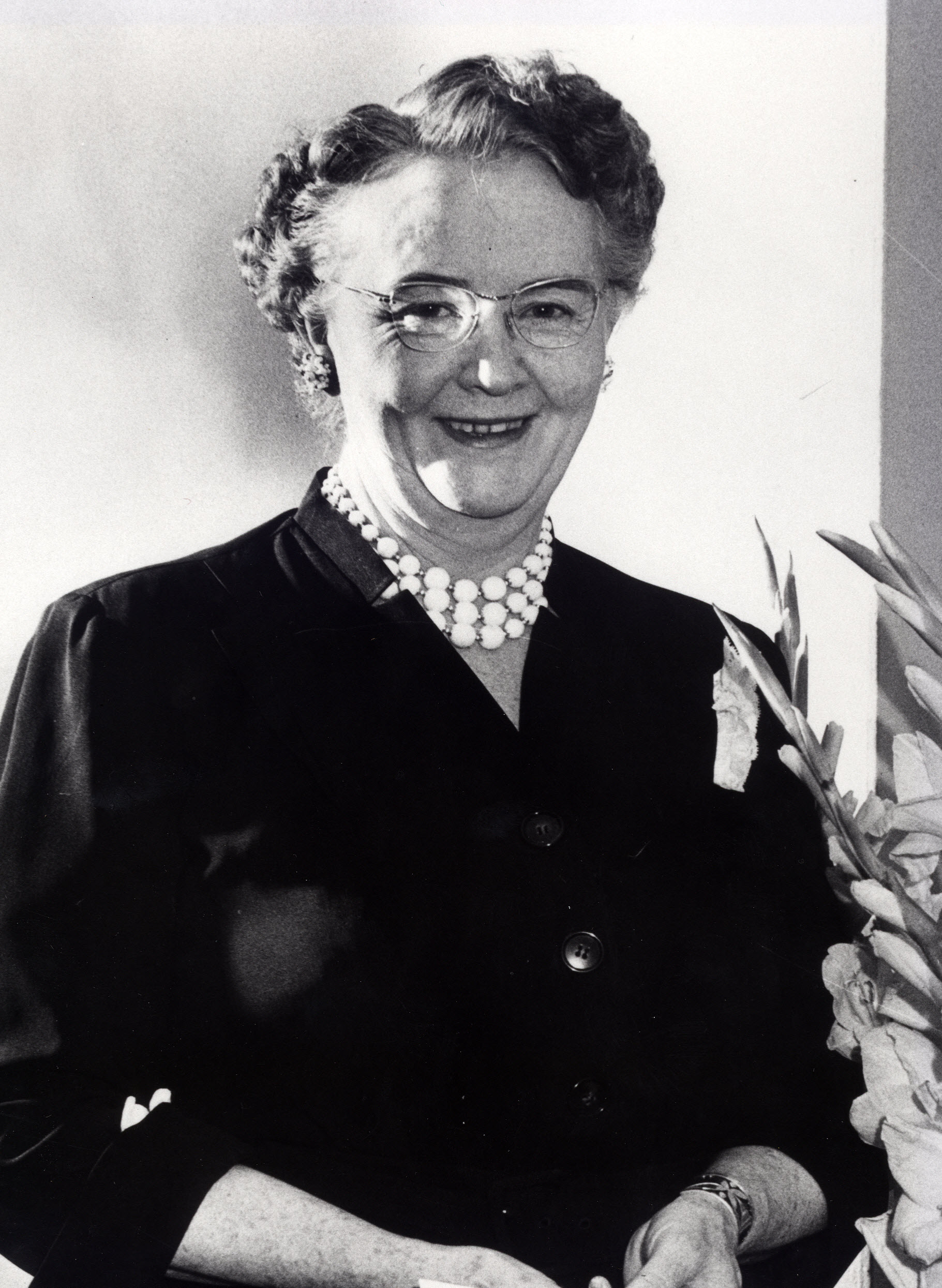
Georgia Lee Lusk

Georgia Lee Lusk (* 12. Mai 1893 in Carlsbad, New Mexico; † 5. Januar 1971 in Albuquerque, New Mexico) war eine US-amerikanische Politikerin. Zwischen 1947 und 1949 vertrat sie den ersten Wahlbezirk des Bundesstaates New Mexico im US-Repräsentantenhaus.

## Frühe Jahre und Aufstieg
Georgia Lee Lusk, geborene Witt, besuchte die öffentlichen Schulen ihrer Heimat und studierte anschließend an der Highlands University in Las Vegas. Danach besuchte sie das Colorado State Teachers College und bis 1914 das New Mexico State Teachers College, wo sie als Lehrerin ausgebildet wurde. Danach arbeitete sie als Lehrerin. Zwischen 1919 und 1943 führte sie nebenbei auch die familieneigene Ranch. Im Bildungssektor stieg sie zur Schulrätin im Lea County auf. Dieses Amt bekleidete sie von 1925 bis 1929. Von 1931 bis 1935 und nochmals von 1943 bis 1947 hatte sie als Superintendent of Public Instruction die Aufsicht über das Schulwesen im Staat New Mexico. Von 1941 bis 1942 beaufsichtigte sie die Schulen im Guadalupe County.

## Politische Laufbahn
Georgia Lusk war Mitglied der Demokratischen Partei. In den Jahren 1928 und 1948 besuchte sie als Delegierte die jeweiligen Democratic National Conventions. 1946 wurde sie als Kandidatin ihrer Partei in das US-Repräsentantenhaus gewählt. Dort nahm sie am 3. Januar 1947 den Sitz ein, der seit der Ernennung von Clinton Presba Anderson zum US-Landwirtschaftsminister im Juni 1945 vakant geblieben war. Da sie aber für die nächsten Wahlen nicht mehr nominiert wurde, konnte sie bis zum 3. Januar 1949 nur eine Legislaturperiode im Kongress absolvieren.
Zwischen 1949 und 1953 war sie Mitglied einer Kommission, die sich mit Forderungen an die Regierung im Zusammenhang mit den Kriegskosten befasste. Von 1955 bis 1960 leitete sie nochmals das Schulwesen von New Mexico. Sie starb im Januar 1971 und wurde in Carlsbad beigesetzt.